# 新康菊石
新康菊石，又名紐康菊石、新克姆菊石，是生存在白堊紀初貝里亞期至豪特里維期海洋中的一屬菊石。牠們是侏羅紀的旋菊石超科演化成白堊紀的帶菊石超科過程中的過渡型類群，因此學者對於其分類定位上的看法有些分歧。其化石被發現於歐洲、北非、馬達加斯加、印度北部、婆羅洲、蘇門答臘和美洲等地。

## 特徵
新康菊石的殼體內捲，殼形扁平，腹側平坦，兩側肋條的末端和龍骨相互連接，形成「魚骨」狀的構造，是這類菊石的重要特徵。

## 物種[2]
- Neocomites (Eristavites)
- Neocomites (Neocomites)
- Neocomites (Teschenites)
- Neocomites (Varlheideites)
- Neocomites neocomiensis